# シャーリー・マウント・ハフステッドラー
シャーリー・アン・マウント・ハフステッドラー（英語：Shirley Ann Mount Hufstedler、1925年8月24日 - 2016年3月30日）は、アメリカ合衆国の政治家、裁判官。ジミー・カーター政権で初代教育長官を務めた。

## 生涯
1925年8月24日にコロラド州デンバーに誕生する。1945年にニューメキシコ大学を卒業し、1949年にスタンフォード・ロー・スクールを卒業した。1950年にカリフォルニア州で弁護士として認可を受けてロサンゼルスで弁護士業を開業し、1961年まで営んだ。
1960年から1961年までカリフォルニア州のシャーリー・モスク検事総長の特別法律顧問を務めた。1961年に弁護士業及び特別法律顧問を退き、ロサンゼルス郡上級裁判所判事となった。1966年にカリフォルニア州控訴裁判所の陪席判事に転じ、1968年まで務めた。1968年7月17日にリンドン・ジョンソン大統領から連邦第9巡回区控訴裁判所の判事として指名を受けた。9月12日に上院の承認を受け、9月12日に就任の宣誓をした。その後1979年12月5日に判事を辞任した。1979年11月30日から1981年1月20日までジミー・カーター政権において教育長官を務めた。
1981年に公職を退き、カリフォルニア州ロサンゼルスで弁護士業に復帰した。また、カリフォルニア大学、アイオワ大学、バーモント大学において客員教授を務めた。1982年にはスタンフォード・ロー・スクールで法学の教授を務めた。
2016年3月30日にカリフォルニア州グレンデールにて脳血管障害により、90歳で死去した。グレンデールのフォレスト・ローン・メモリアル・パークに埋葬された。